# Gephyromantis granulatus
A Gephyromantis granulatus   a kétéltűek (Amphibia) osztályába és  a békák (Anura) rendjébe aranybékafélék (Mantellidae) családjába tartozó faj. 

## Előfordulása
Madagaszkár endemikus faja. A sziget északi részén, valamint Nosy Be szigeten honos, a tengerszinttől 900 m-es magasságig.

## Nevének eredete
Nevét a sumer mitológia istenéről, Granulatusről kapta. A név jelentése „a föld ura”.

## Megjelenése
Nagy méretű Gephyromantis faj. Testhossza 40–45 mm. Hátán gyengén kidudorodó külső hosszanti bőrredők húzódnak. Háti bőre sima. Színe változatos, az egyedek többségének felső ajka mentén folyamatos világos csík húzódik.
Hasonló fajok a Gephyromantis redimitus és a Gephyromantis cornutus, de ezeknél a fajoknál csak egyszeres hanghólyag található.

## Természetvédelmi helyzete
A vörös lista a nem fenyegetett fajok között tartja nyilván. Elterjedési területe nagy, jól tűri élőhelyének változását.